# Адміністративний устрій Іванівського району (Херсонська область)
Адміністративний устрій Іванівського району — адміністративно-територіальний поділ Іванівського району Херсонської області на 1 селищну громаду та 6 сільських рад, які об'єднують 28 населених пунктів та підпорядковані Іванівській районній раді. Адміністративний центр — смт Іванівка.

## Список громадІванівського району
- Іванівська селищна громада

## Список радІванівського району
| № | Назва                         | Центр                  | Населені пункти                                                      | Площа км² | Місце за площею | Населення (2001), чол. | Місце за населенням | Розташування |
| - | ----------------------------- | ---------------------- | -------------------------------------------------------------------- | --------- | --------------- | ---------------------- | ------------------- | ------------ |
| 2 | Агайманська сільська рада     | с. Агаймани            | с. Агаймани                                                          |           |                 |                        |                     |              |
| 2 | Дружбівська сільська рада     | c. Дружбівка           | c. Дружбівка                                                         |           |                 |                        |                     |              |
| 3 | Любимівська сільська рада     | c. Любимівка           | c. Любимівка                                                         |           |                 |                        |                     |              |
| 4 | Новодмитрівська сільська рада | c. Новодмитрівка Друга | c. Новодмитрівка Друга с. Дмитрівка с-ще Новознаменка с-ще Федорівка |           |                 |                        |                     |              |
| 5 | Першотравнева сільська рада   | c. Першотравневе       | c. Першотравневе                                                     |           |                 |                        |                     |              |
| 6 | Українська сільська рада      | c. Українське          | с. Зелений Гай c. Українське                                         |           |                 |                        |                     |              |

* Примітки: м. — місто, с-ще — селище, смт — селище міського типу, с. — село